# Богородське (смт)
Богородське (рос. Богородское) — селище міського типу в Сергієво-Посадському районі Московської області.
Населення — 9,8 тис. жителів (2009).

## Географія
Розташований за 20 км на північ від Сергієва Посада. Відстань до найближчої залізничної станції Бужаніново 14 км, проте сполучення з даною станцією немає. Найближча залізнична станція доступна громадським транспортом — це Сергієв Посад.

## Історія
Село Богородське відомо з середини XV століття, коли належало боярину Плещеєва. У 1595 перейшло у володіння Троїце-Сергієва монастиря. Богородське здавна було центром кустарного виробництва дерев'яних іграшок. На базі цього промислу в 1960 році створена художня фабрика, при якій існує музей іграшки.

## Освіта
У селищі працює 2 загальноосвітніх школи — № 17 і № 28.
Також при Богородської фабриці існує ПТУ.

## Спорт
У селищі активно розвивають спорт, особливо самбо, таеквон-до, баскетбол і багато інших видів, по яких спортсмени з Богородського займають різні місця на регіональних змаганнях.
У селищі діє сучасний басейн, який відвідують мешканці не тільки Богородського, а й багатьох навколишніх населених пунктів.

## Економіка
У 1974 в Богородському почалося будівництво Загорської ГАЕС потужністю 1200 МВт. У 1987 році запущено перший гідроагрегат, а в 2000 запущений останній, шостий, гідроагрегат.
З 2007 року ведеться активне будівництво ГАЕС-2.

## Транспорт
6 км від автотраси Р104 (Сергієв Посад — Калязін — Рибінськ — Череповець). Приміський автобус і маршрутне таксі № 49 від Сергієва Посада, інтервал руху 10-20 хвилин. Вантажна залізнична гілка від станції Наугольне.

## Персоналії
- Карелов Євген Юхимович (1931—1977) — радянський кінорежисер і сценарист.

## Галерея

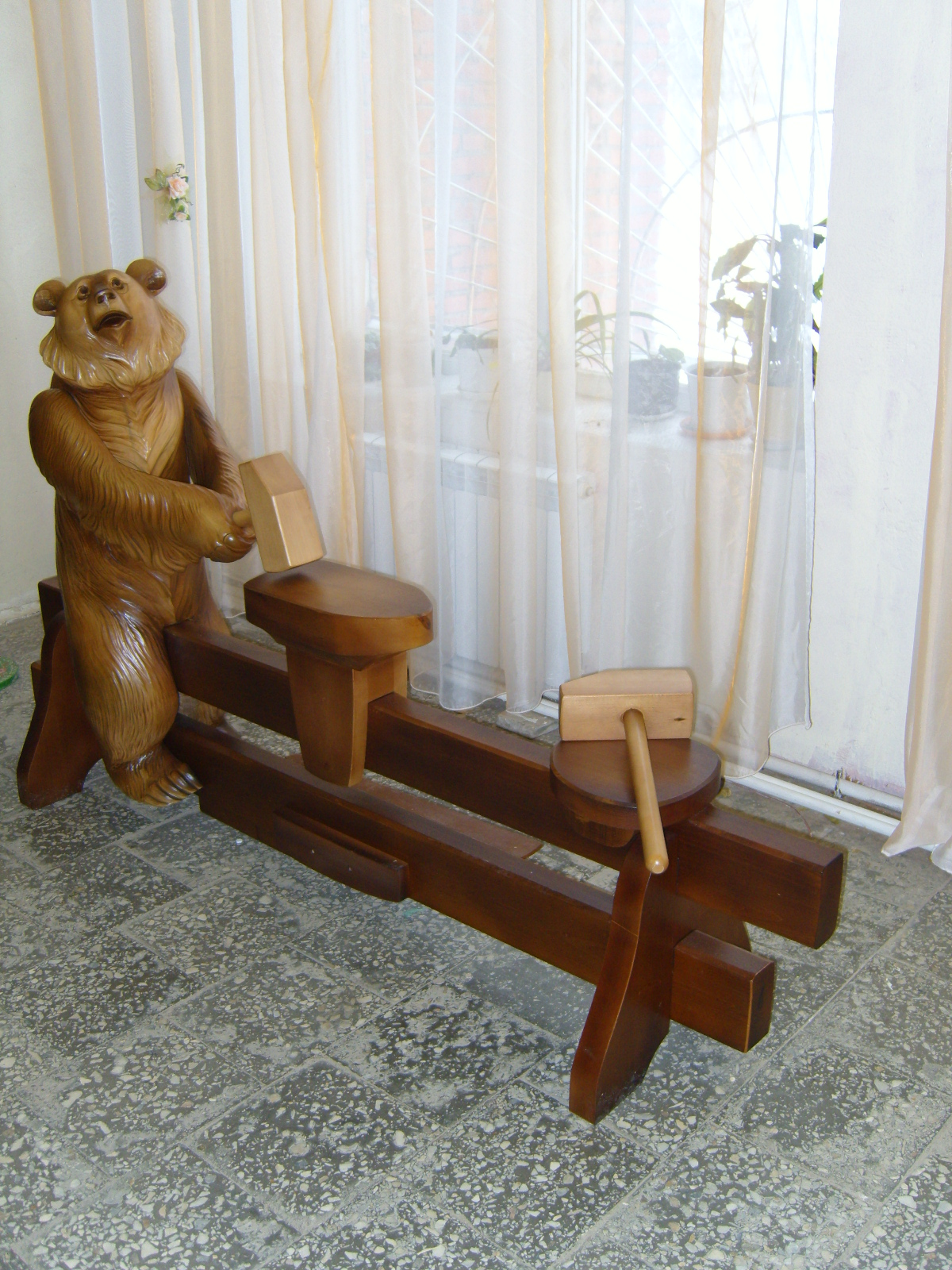
Ведмідь - символ богородской іграшки
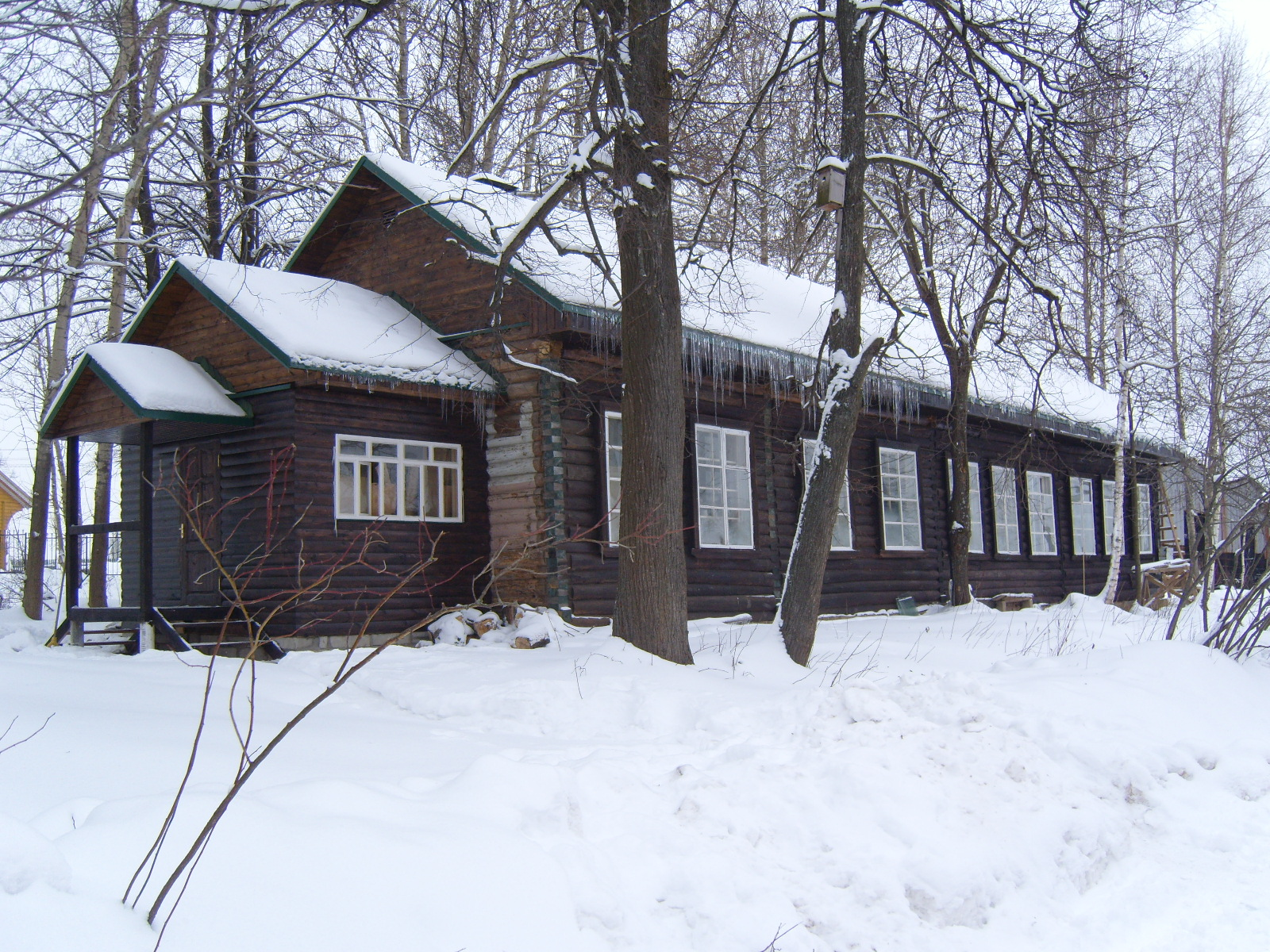
Будівля на фабриці іграшок